# جيمس أوغوستن غرير
جيمس أوغوستن غرير (بالإنجليزية: James A. Greer)‏ هو ضابط أمريكي، ولد في 28 فبراير 1833 في سينسيناتي في الولايات المتحدة، وتوفي في 17 يناير 1904 في واشنطن العاصمة في الولايات المتحدة.